# Luis Binks
Luis Binks, né le 2 septembre 2001 à Gillingham, est un footballeur anglais jouant au poste de défenseur central à Brøndby IF.

## Biographie
Né à Gillingham, dans le comté de Kent, Binks grandit entre les villes voisines de Twydall (en) et Rainham, tout en rejoingnant l'académie du Tottenham Hotspur dès l'âge de six ans,,.

### En club

#### Début et prêt à Montréal (2020-2021)
Alors qu'il fait partie des éléments les plus prometteurs du centre de formation londonien (en), Binks quitte Tottenham le 18 février 2020, pour signer son premier contrat professionnel avec l'Impact de Montréal, qui évolue en Major League Soccer.
Alors que plusieurs défenseurs sont blessés et que Thierry Henry vient d'arriver au club, le jeune central fait ses débuts avec le club canadien le 26 février 2020, titularisé pour le huitième de finale de la Ligue des champions de la CONCACAF contre le Deportivo Saprissa, jouant toute la rencontre et permettant à son équipe d'obtenir un match au score nul et vierge, les qualifiant pour les quarts de finale grâce à leur victoire 2-0 à l'aller,,.
Après avoir ainsi fait ses premiers pas dans le professionnalisme, qui sont néanmoins rapidement interrompus par la pandémie de Covid, Binks est transféré au Bologna FC en Serie A le 13 août 2020, étant prêté dans la foulée à l'Impact jusqu'à la fin de la saison de MLS,.
En prêt au Québec, Binks continue sur sa lancée, s'étant déjà imposé comme un élément important du club,, devenant un titulaire indiscutable en défense et entrainant même une prolongation de prêt jusqu'à décembre 2021. Il termine ainsi la saison 2020 élu meilleur joueur défensif de son équipe, et dans la liste des 22 meilleurs moins de 22 ans de MLS,.
Outre le retard pris à cause de la pandémie à l'inter-saison, une blessure au genou l'empêche néanmoins de prendre part à la saison suivante,, et il part ainsi précocement à Bologne début juin 2021,.

#### Italie et après (depuis 2021)
Arrivé comme une des jeunes promesses du championnat italien, il fait ses débuts avec les bolognais le 26 septembre 2021, lors d'un match de Serie A chez l'Empoli FC.
Régulièrement intégré à la rotation en ce début de saison par Siniša Mihajlović, qui le tient en haute estime, il semble promis à une place de titulaire en janvier 2022, au gré des absences liées à la CAN et les blessures. Il connait ainsi son premier match à 90 minutes contre Cagliari le 11 janvier 2022, en Serie A.
Auteur de quinze apparitions, dont sept titularisations, au cours de sa première saison bolognaise, il ne parvient néanmoins pas à s'imposer. Ainsi, pour gagner du temps de jeu, il est prêté à Côme en Serie B le 19 juillet 2022. Dès la première rencontre de la saison, en Coupe d'Italie, il est titulaire face au Spezia Calcio (défaite 5-1). Une semaine plus tard, pour la première journée de Serie B, il est de nouveau aligné dans le onze partant face au Cagliari Calcio, le match se termine par un verdict nul 1-1. Titularisé à chaque rencontre malgré les résultats compliqués de l'équipe, il perd néanmoins son statut de titulaire lorsque l'entraîneur Giacomo Gattuso est renvoyé et remplacé par Moreno Longo à la fin septembre. Il regagne cependant son statut de titulaire dès le mois de décembre et enchaîne les rencontres et conclut sa saison avec trente-trois parties en championnat au cours duquel Côme termine à la treizième place au classement.
Fort d'un temps de jeu retrouvé, Luis Binks retourne à Bologne mais est de nouveau prêté, cette fois-ci dans son pays natal, à Coventry City, formation évoluant en Championship, le 28 juillet 2023.
Le 20 juin 2024, il rejoint  Coventry City.

### En sélection
Sélectionnable pour l'Angleterre par sa naissance et l'Écosse par son grand-père, Binks a été international avec les deux sélections en équipes de jeunes.

## Style de jeu
Luis Binks est décrit comme un défenseur central avec de bonnes capacités physiques et techniques, qui sait construire le jeu de l'arrière et anticiper les situations.